# IF Boltic
IF Boltic (IFB) är en idrottsklubb i Karlstad, under senare år främst en bandyklubb. IF Boltic bildades år 1946 i Herrhagen i Karlstad. 
IF Boltic är en av Sveriges mest framgångsrika bandyklubbar med totalt 15 SM-guld, varav sju raka SM-guld för herrlaget mellan åren 1979 och 1985 och 10 raka SM-finaler mellan år 1979 och år 1988. Boltic var fram till 2021 den enda klubb som hade blivit mästare på både herr- och damsidan samma år. Detta har klubben lyckats med tre olika år, men 2021 blev de alltså inte ensamma om den bedriften längre då även Villa Lidköping lyckades med samma bedrift.
I början hade föreningen förutom bandy också sektioner för handboll och fotboll. Boltic spelar sina hemmamatcher på Tingvalla isstadion.

## IF Boltics historia

### De första åren 1946–1951
De båda brittiska lagen Bolton Wanderers FC och Celtic FC har haft stor betydelse för IF Boltic, för det var från dessa klubbar Boltic tog sitt namn. Namnet bestämdes när Boltic hade sitt första möte som ägde rum på Torpmans café 1 november 1946. Där bestämdes bland annat att Boltic skulle syssla med handboll, fotboll och bandy. Boltics sportsliga verksamhet kom igång året efter när man ställde upp med juniorlag i fotboll, handboll och bandy. I bandyns juniorserie spelade man den första matchen mot Göta och det blev förlust med 2–3. År 1949 hade föreningen små framgångar, pojklaget i bandy vann sin serie, juniorlaget i fotboll likaså och A-laget i bandy fick plusmålmålskillnad för första gången. Men år 1950 ställde ekonomin till problem för Boltic och man tvingades att lägga ner fotbollen och efter det var det bara bandy som gällde för Boltic. A-laget tog det här året steget upp i division tre efter sin första serieseger med en imponerande målskillnad på 30–4. Det första året i division tre för Boltic slutade med en andra plats i tabellen.

### 1952–1967
Trots andraplatsen i serien år 1951 blev man degraderade till division fyra på grund av serieomläggning. Efter ett svagt år i division fyra kom A-laget igen nästa säsong och vann år 1953 division fyra och gick även till final i lilla DM. Det gick dock sämre nästa säsong när man slutade sist i division tre och år 1955 blev en ännu svagare säsong när man bara vann en match av åtta i division fyra. Det blev istället en mycket bättre säsong 1956 när Boltic vann serien och avancerade till division tre. Det här året firade Boltic sitt tioårsjubileum och detta firade man på Tynäs. Comebacken i trean 1957 slutade med en tredjeplats och året efter bildade Boltic sin ungdomssektion. Boltic lyckades nu hålla sig kvar i trean och år 1960 lyckades man vinna division tre och kunde då för första gången avancera till division två, men man åkte ur direkt. Boltic kunde sedan efter två säsonger återvända till division två igen, men man åkte återigen ur direkt år 1964. Men efter två raka andraplatser så kunde Boltic år 1967 äntligen ta steget upp och etablera sig i division två. Det här året så invigdes också Boltics nya hemmaplan Tingvalla isstadion och spelarna bidrog med en krona per träning för att bidra till kostnaden av Tingvalla.

### 1968–1978
Boltic gjorde en bra säsong i division två år 1968 när man vann 11 av 14 matcher och slutade tvåa efter Lesjöfors. Nästa säsong blev dock tuffare och man hamnade en plats ifrån nedflyttning. Det fortsatte tufft för Boltic de två följande säsongerna när man slutade fyra från slutet båda åren, innan man år 1972 kunde komma upp i tabellen och bli femma. Efter femteplatsen så slutade Boltic fyra i serien två år i följd. Boltic beslutade att bygga en klubbstuga vid Tingvalla som klubbstugan invigdes år 1974 efter ett mycket stort arbete av klubbens medlemmar. År 1975 inleddes hårdsatsningen som skulle komma att göra Boltic världsberömt. Curt Einarsson kom in som tränare och på spelarfronten kom bland andra "Bempa" Ericsson, Per Togner och "Fille" Broström. Säsongen slutade med en andra plats i tabellen efter BK Forward.
Det tog 30 år för Boltic innan man kunde gå upp i allsvenskan (högsta serien). Men år 1976 blev året då det skedde. Den avgörande matchen om seriesegern i division två spelades på Tingvalla mot BK Forward där oavgjort skulle räcka för Boltic. Matchen blev en rysare och slutade 2–2, Boltic blev med det resultatet klart för kvalet till allsvenskan. Kvalet inleddes med seger mot Nässjö på Tingvalla, sedan fick man 3–3 mot Elles och det blev förlust mot Tranås. Men sedan tog man sig samman och vann mot Elles med 10–3 på Tingvalla och avgörandet om en plats i Allsvenskan kom att stå i Nässjö där "Fille" Broströn blev stor matchhjälte med sina två mål när Boltic vann med 3–0. Nu var målet äntligen nått för Boltic, efter 30 år var man nu i allsvenskan.
Boltic spelade sin allsvenska premiär hemma på Tingvalla den 28 november 1976 mot IFK Kungälv, 915 åskådare fick se Kungälv ta ledningen med 2–1 i halvtid. Men i den andra halvleken körde Boltic över Kungälv och vann till slut matchen med 12–2. Det fortsatte att gå bra för Boltic i allsvenskan och det dröjde ända till sjunde omgången innan Boltic förlorade sin första match. Boltics fina spel höll i sig hela säsongen och slutade med att man som nykomling kunde vinna den södra allsvenska serien säsongen 1976/1977. Boltic vann 13 av 18 matcher och spelade in 27 poäng, fem poäng fler än tvåan Örebro. Boltic räckte dock inte till i slutspelet när Broberg blev för svåra i kvartsfinalen, Broberg gick vidare efter seger med 7–3 på Tingvalla och 7–4 i Söderhamn. Boltic kunde trots kvartsfinalförlusten se tillbaka på en mycket imponerande första säsong i allsvenskan. Inför den andra säsongen i allsvenskan värvade man Bengt "Pinnen" Ramström från Örebro och Boltic slutade trea i södergruppen en poäng efter seriesegraren Västerås. I slutspelet slog man Sandviken i kvartsfinalen, men mot Västerås i semifinalen blev det förlust. Men Boltic hade nu under sina två första år i allsvenskan visat att man var att räkna med och man var nu redo att ta nästa steg och gå hela vägen.

### 1979–1985
Tredje säsongen i allsvenskan skulle bli en fantastisk säsong för Boltic. Man vann den södra serien 1978/1979 med fyra poängs marginal till Örebro. Boltic inledde sedan slutspelet med att återigen slå Sandviken i kvartsfinalen och man ställdes i semifinalen mot Selånger. Boltic förlorade den första matchen med 5–2 men svarade med 5–1-seger i den andra matchen. I den avgörande matchen på Tingvalla isstadion den 13 mars 1979 lyckades Boltic vinna med 3–1 inför 4,796 åskådare och var med det klart för sin första SM-final. Publiksiffran i returmatchen mot Selånger blev ett publikrekord för Boltic. I finalen väntade Broberg på Söderstadion inför 14 000 åskådare. Broberg började finalen bäst och ledde i halvtid med 3–1. Men i andra halvlek vände Boltic matchen med fyra mål på 11 minuter och vann till slut med 7–4. Boltic med det svenska mästare i Bandy år 1979 och Bernt "Bempa" Ericsson fick också avsluta sin fantastiska karriär med två mål i finalen. Det här året utsågs Bengt "Pinnen" Ramström till Årets man i svensk bandy.
Säsongen 1979/1980 var det dags för premiär i Europacupen där Boltic ställdes mot Zorkij från Sovjetunionen och Boltic gjorde en riktig bragdmatch i den första finalen borta i Sibirien när klarade 2–2. I den andra finalen hemma på Tingvalla var Boltic det starkare laget och vann med 3–2 och Boltic var nu också Europacupmästare. Boltic slutade den här säsongen tvåa i den södra gruppen två poäng efter Västerås och man ställdes därefter mot Broberg i kvartsfinalen. Boltic vann den första matchen med 2–1 men Broberg tog hem returen med 3–2. Den avgörande matchen spelades i Söderhamn där Boltic visade styrka när man lyckades vinna med 5–2. I semifinalen blev Bollnäs inget problem för Boltic när man vann båda matcherna och återigen var i SM-final där Sandviken stod för motståndet. I SM-finalen blev "Fille" Broström stor matchvinnare med sina tre mål när Boltic vann med 5–3 och tog sitt andra raka SM-guld. Per Togner gjorde en stark säsong och blev utsedd till Årets man i svensk bandy.
Boltic inledde nästa säsong med seger i World Cup i Ljusdal, där man enkelt vann finalen mot Edsbyn med siffrorna 4–0. I grundserien slutade det med seger i södergruppen fyra poäng före Villa BK och i slutspelet ställdes Boltic återigen mot Broberg i kvartsfinalen. Båda lagen tog varsin seger och det blev skiljematch på Tingvalla där Boltic kunde vinna med 4–3. Boltic hade den här säsongen en kedja med Per Togner, "Fille" Broström, "Pinnen" Ramström och nyförvärvet inför säsongen från Edsbyn Ola Johansson som var nästan omöjliga att stoppa. Men Årets man i svensk bandy blev det här året försvaren Mats Carlsson som hade stor del i Boltics framgångar, både med sitt försvarsspel men också med sitt konstruktiva spel och fantastiska skott som producerade många mål. Boltic mötte i semifinalen Ale-Surte och där tog man två raka segrar och var med det klara för SM-final. Boltic som hade med sex spelare i Sveriges VM-guldlag det här året var stora favoriter i finalen mot sensationslaget Selånger. Boltic höll för favorittrycket och vann med 4–3 där Ola Johansson blev finalkung med sina två mål som gav Boltic SM-guldet för tredje året i följd. Dock så tappade Boltic det här året Europacup titeln till Jenisej efter två raka förluster i finalen.
Säsongen 1981/82 inleddes med att Boltic tog sin andra raka seger i World cup i Ljusdal efter seger med 6–0 mot Broberg i finalen. Boltic slutade sedan grundserien på en tredjeplats i den södra serien sju poäng efter Villa. I slutspelet kunde Boltic efter två raka segrar i kvartsfinalen mot Sandviken  avancera till semifinal där man ställdes mot Broberg. Det blev som vanligt mot Broberg en hård matchserie men Boltic kunde avancera vidare efter 6–5-seger i den avgörande matchen. I SM-finalen mot Edsbyn blev "Pinnen" Ramström matchvinnare med sina tre mål när Boltic tog hem segern med 3–2 inför 13 188 åskådare på Söderstadion. Efter sin mycket starka säsong blev "Pinnen" Ramström utsedd till Årets man i svensk bandy. I Europacupen det här året mötte man återigen Jenisej i finalen, Boltic vann den första finalmatchen på Tingvalla med 8–3 och man lyckades även vinna returmatchen i Moskva med 2–0 och kunde nu ta tillbaka Europacuptiteln från Jenisej. Därmed var den perfekta säsongen fullbordad med seger i World cup, SM-guld och seger i Europacupen.
Boltics framgångar fortsatte även nästa säsong när man vann södergruppen två poäng före Villa. I kvartsfinalen besegrades Ljusdal och i semifinalen tog man två raka segrar mot Sirius med siffrorna 8–2 och 2–1. Boltic var återigen i SM-final på Söderstadion där Villa BK stod för motståndet inför 18 110 åskådare. Finalen var mållös vid fulltid men i förlängningen orkade inte villa stå emot längre när Boltic vann med 5–0 och var med det svenska mästare år 1983. Boltic försvarade också sin Europacuptitel när man slog Jenisej med 5–1 och 5–3 i de båda finalmatcherna. Det här året blev också Ola Johansson utsedd Årets man i svensk bandy.
Boltic hade inför Säsongen 1983/84 tappat Per Togner, Kenth Hultqvist och Stefan Karlsson som alla gick till Vetlanda, men man lyckades trots det återigen vinna den södra serien. I kvartsfinalen blev det jämnt mot Ljusdal när lagen vann varsin hemmamatch och det krävdes skiljematch. Boltic kunde där plocka fram sitt starkaste spel och vinna avgörande matchen med 8–2. Semifinalen blev en riktig rysare mot IFK Motala där det började med seger hemma för Boltic innan Motala svarade med en 6–1-seger i andra matchen. I den avgörande matchen i Motala visade Boltic styrka och tog en imponerande seger med 5–1 efter att Kjell Kruse svarat för fyra mål. Edsbyn stod för motståndet i SM-finalen och det blev en mycket jämn match där Boltic kunde ta SM-guldet efter att Anders Bridholm storspelat i målet och Kjell Kruse och Mats Carlsson gjort Boltics båda mål i 2–0-segern. Efter sitt storspel i målet den här säsongen blev Anders Bridholm utsedd till Årets man i svensk bandy. I Europacupen det här året så blev det förlust mot Jenisej. Efter att ha spelat 4–4 borta så fick Boltic stryk med 4–3 på Tingvalla.
Boltic var säsongen 1984/1985 på jakt efter sitt sjunde raka SM-guld och hade inför säsongen förstärkt laget med Per Togner som återvände från Vetlanda. Efter att Boltic slutat tvåa i allsvenskan efter Vetlanda så började man slutspelet med att slå Ljusdal i Kvartsfinalen där man tog två raka segrar. Mot Broberg i semifinalen vann Boltic båda matcherna och var nu framme i sin sjunde raka SM-final där IFK Motala väntade. Boltic gjorde en bra insats i finalen och vann med 4–3 i en match där Boltic trots de jämna siffrorna aldrig riktigt var hotade. Finalen avgjordes i praktiken när Ola Johansson gjorde 4–1 i den 58:e minuten och Boltic kunde sen kontrollera finalen och ta sitt sjunde raka SM-guld. Boltic gick med det om IFK Uppsala som vann sex raka SM-guld mellan 1915 och 1920. Anders Bridholm som fortsatte att storspela i målet den här säsongen blev utsedd till Årets man i svensk bandy för andra året i följd. I Europacupen det här året började det med förlust i första finalen med 3–1 mot Jenisej. Men Boltic gjorde en otrolig vändning på finalen när man vann med 8–1 i returen hemma på Tingvalla och tog tillbaka Europacuptiteln.

### 1986–1989
Det blev år 1986 som Boltics svit på sju raka SM-guld bröts. Boltic gjorde ändå en stark säsong när man vann World cup i Ljusdal och tog hem sin femte seger i Europacupen efter vinst med 8–2 i finalen mot Jenisej. Boltic tog sig sedan till SM-final genom att slå Ljusdal i kvartsfinalen och Sandviken i semifinalen. I Finalen lyckades Vetlanda vinna med 2–1 och blev med det laget som bröt Boltics otroliga svit på sju raka SM-guld. Följande säsong tog sig Boltic till en ny SM-final, där man återigen fick se sig besegrade. Den här gången av IFK Motala som vann med 3–2 trots att Kjell Kruse och Ola Johansson gett Boltic ledningen i matchen två gånger om. Men Boltic tog dock hem World cup i Ljusdal den här säsongen, efter finalseger mot Vetlanda med 2–1 där Kjell Kruse blev matchvinnare med sina två mål.
Boltic var efter två raka finalförluster nu ute efter att ta tillbaka SM-guldet till Karlstad. Man besegrade IFK Motala i kvartsfinalen och tog två raka segrar mot Villa BK i semifinalen. Boltic var nu i sin tionde raka SM-final där man ställdes mot Vetlanda. Det varma vädret förstörde isen kvalité i finalen på Söderstadion och det var Boltic som hanterade det svårspelade underlaget bäst. Ola Johanson var bäste man på plan och Bengt "Pinnen" Ramström fick sätta punkt för SM-finalen med ett solomål i slutsekunderna som fastställde slutresultatet till 5–2. Därmed tog Boltic sitt åttonde SM-guld på tio säsonger.
Efter tio raka SM-finaler för Boltic, så bröts den otroliga sviten säsongen 1988/1989 när Boltic missade slutspelet. Boltic hade inför säsongen tappat Ola Johansson som lämnat för VSK och "Pinnen" Ramström som lagt skridskorna på hyllan. "Pinnen" gjorde dock comeback senare under säsongen men trots det räckte det inte till slutspel för Boltic. Det blev även ett misslyckande i Europacupen för Boltic, när man slutade trea efter att ha förlorat mot både Jenisej och IFK Helsingfors.

### 1990–2000
Inför säsongen 1989/1990 värvade man Ola Fredricsson från Nässjö som skulle komma att bli en mycket viktig spelare för Boltic under 1990-talet. Boltic åkte dock ut i kvartsfinalen med 3–0 i matcher mot Villa Lidköping. Boltic räckte inte ända fram även nästa säsong då man föll i semifinalen mot Vetlanda och därför satsade man inför säsongen 1991/1992 för att komma tillbaka till SM-finalen. Boltic värvade inför säsongen bland annat Mikael Forsell från Villa-Lidköping, Marcus Bergwall från Lesjöfors och Patrik Södergren från Bollnäs. Boltic vann den här säsongen både södergruppen och elitserien och gick enkelt vidare till semifinal efter 3–0 i matcher mot IFK Vänersborg. I semifinalen blev det tuffare och det krävdes tre matcher mot Västerås där Boltic lyckades vinna den avgörande matchen hemma på Tingvalla med 1–0 efter mål av Kjell Kruse. I SM-finalen så tog Vetlanda kommandot och såg ut som klara vinnare vid ledning med 4–1, men Boltic kom dock tillbaka och reducerade till 4–3. Men trots mängder med chanser fick man inte in bollen och Vetlanda tog hem SM-guldet 1992. Säsongen 1992/1993 vann Boltic norrgruppen efter 14 segrar på 14 matcher och slutade sedan tvåa i elitserien. I kvartsfinalen blev Sirius inget problem för Boltic som kunde vinna med 3–0 i matcher. Boltic följde sedan upp det med att besegra Villa Lidköping med 2–1 i matcher i semifinalen och ställdes sedan mot Västerås i SM-finalen. I Finalen gjorde Ola Fredricsson en stormatch och svarade för tre mål, men Västerås lyckades efter en jämn SM-final ändå ta guldet efter seger med 5–4 i sudden. Ola Fredricsson blev sedan utsedd till årets man i svensk bandy 1993.
Efter att ha åkt ut i semifinalen år 1994, så var nu Boltic säsongen 1994/1995 ute efter att ta sitt första guld sedan 1988. I grundserien slutade Boltic tvåa i södergruppen efter Vetlanda och man slutade sedan också tvåa i elitserien efter VSK. I Kvartsfinalen besegrades Ljusdal med 2–0 i matcher och i semifinalen mot Sandviken krävdes det en avgörande match på Tingvalla. Boltic gjorde där en mycket stark insats när man vann med 9–3 och var med det klara för sin trettonde SM-final på sjutton säsonger. I SM-finalen mot Vetlanda blev nyförvärvet inför säsongen Pål Hanssen stor matchvinnare, när han vid ställningen 1–1 avgjorde med ett solomål i 87 matchminuten som gav Boltic sitt nionde SM-guld. Även Mikael Forsell gjorde en stormatch i målet och blev också utsedd till årets man i svensk bandy 1995.
Säsongen 1995/1996 började med att Boltic vann World cup i Ljusdal, Boltic besegrade Västerås i finalen efter avgörande i sudden av Rikard Timmerklev. Boltic vann sedan också Europacupen 1995 efter seger i finalen mot det ryska laget Sibselmach med 5–0. Men Boltic kunde inte följa upp de framgångarna och försvara sitt SM-guld, utan föll mot Västerås i semifinalen efter förlust med 8–3 i avgörande matchen Västerås. Boltic försvarade året efter sin World cup titel i Ljusdal när man slog Falu BS i finalen med 6–3. Boltic nådde även det här året i semifinal, men Sandviken blev för svåra för Boltic och vann med 6–1 i avgörande semifinalen.
Boltic hade dragits med ekonomiska problem under många år och inför säsongen 1997/1998 hade problemen blivit för stora och det gjorde att flera nyckelspelare lämnade inför säsongen. Boltic slutade det här året sexa i södergruppen och klarade sig kvar efter att ha slutat fyra i allsvenska fortsättningsserien. År 1999 och år 2000 gick man vidare till elitserien men båda åren slutade man där sist och missade slutspelet.

### 2001– idag
År 2000 slogs IF Boltic ihop med IF Karlstad-Göta och bildade BS Boltic Göta. Man slutade år 2001 återigen sist i elitserien. Boltic Göta lyckades sedan gå till slutspel tre år i rad men åkte ut i kvartsfinalen alla tre åren. Säsongen 2005/2006 tvingades Boltic Göta att kvala mot Gripen Trollhättan BK för att hålla sig kvar i allsvenskan och Boltic Göta kunde efter seger med 7–5 i den avgörande matchen behålla sin plats i allsvenskan. Dock så blev säsongen 2006/2007 ännu en missräkning för klubben när man efter förlust borta mot Tillberga i den näst sista matchen i Superallsvenskan åkte ur den högsta serien detta trots att truppen innehöll spelare som Martin Berggren, Jesper Bryngelsson och Daniel Svedberg.
Säsongen 2007/2008 slutade Boltic Göta på en andraplats i söderallsvenskan och deltog i kvalspel till Elitserien. Motståndarna i den södra kvalserien var IFK Kungälv, Gripen Trollhättan BK och Frillesås BK. Boltic Göta slutade på en tredje plats i kvalserien och misslyckades att avancera till Elitserien. Sedan säsongen 2008/09 spelade A-laget åter som IF Boltic. Säsongen 2009/2010 skrevs ett nytt kapitel i föreningens historia. Den 27 februari 2010 besegrade Boltic Ale-Surte med 10–3 (3–1) i en seriefinal i söderallsvenskans sista omgång inför 1 023 åskådare på Tingvalla isstadion. Därmed blev Boltic åter klart för Elitserien efter tre år i Allsvenskan. Tongivande spelare i seriefinalen var bland andra lagkapten Mattias Svensson, Pål Hansen och Henrik Jönsson. 
Boltic slutade säsongen 2010/2011 i Elitserien på en 14:e plats och blev omedelbart nedflyttade till Allsvenskan igen. Den efterföljande säsongen slutade med en 9:e plats Allsvenskan och Boltic fick spela kvalspel för att behålla sin plats i serien. Även säsongen 2013/2014 fick Boltic spela kvalspel för att behålla sin plats i Allsvenskan. Boltic fick möta Karlstad-laget Mosseruds GF i kvalspelet. Laget försvarade sin plats i Allsvenskan efter dubbla segrar i kvalderbyt.
Den 26 juni 2014 beslutade föreningens årsmöte att återta bandyklubbens gamla namn IF Boltic. Sägongen 2015/16 slutade Boltic på en andra plats i Allsvenskan Södra och fick spela kvalspel till Eltserien. Laget ställdes mot IK Sirius, Tillberga IK och Ljusdals BK i sin kvalgrupp. Boltic slutade på tredje plats och fick därmed fortsätta i Allsvenskan.

## Damerna
Även damlaget var starkt under 1980-talet, och blev svenska mästare 1982, 1984, 1985, 1986, 1987 och 1989.

## Resultat herrarna (1990–idag)
| Säsong    | Grundserie (Division)        | Placering grundserie | SM-slutspel    | Övrigt                             |
| --------- | ---------------------------- | -------------------- | -------------- | ---------------------------------- |
| 1990/1991 | Allsvenskan Södergruppen (1) | 1                    | Semifinal      |                                    |
| 1991/1992 | Allsvenskan Södergruppen (1) | 1                    | Final          |                                    |
| 1992/1993 | Allsvenskan Norrgruppen (1)  | 1                    | Final          |                                    |
| 1993/1994 | Allsvenskan Södergruppen (1) | 1                    | Semifinal      |                                    |
| 1994/1995 | Allsvenskan Södergruppen (1) | 2                    | Final          | Vinner SM-guld                     |
| 1995/1996 | Allsvenskan Södergruppen (1) | 2                    | Semifinal      |                                    |
| 1996/1997 | Allsvenskan Södergruppen (1) | 1                    | Semifinal      |                                    |
| 1997/1998 | Allsvenskan Södergruppen (1) | 6                    | -              |                                    |
| 1998/1999 | Allsvenskan Södergruppen (1) | 4                    | Åttondelsfinal |                                    |
| 1999/2000 | Allsvenskan Södergruppen (1) | 3                    | Kvartsfinal    |                                    |
| 2000/2001 | Allsvenskan Södergruppen (1) | 4                    | Åttondelsfinal | Spelar nu som BS Boltic Göta       |
| 2001/2002 | Allsvenskan Södergruppen (1) | 4                    | Kvartsfinal    |                                    |
| 2002/2003 | Allsvenskan Södergruppen (1) | 2                    | Kvartsfinal    |                                    |
| 2003/2004 | Allsvenskan Södergruppen (1) | 6                    | Kvartsfinal    |                                    |
| 2004/2005 | Allsvenskan Södergruppen (1) | 4                    | Åttondelsfinal |                                    |
| 2005/2006 | Allsvenskan Södergruppen (1) | 6                    | -              |                                    |
| 2006/2007 | Allsvenskan Södergruppen (1) | 8                    | -              | Nedflyttas till nya Allsvenskan    |
| 2007/2008 | Allsvenskan Mellersta (2)    | 2                    | -              | Deltar i kvalspel till Elitserien  |
| 2008/2009 | Allsvenskan Mellersta (2)    | 4                    | -              | Spelar nu återigen som IF Boltic   |
| 2009/2010 | Allsvenskan Södra (2)        | 1                    | -              | Uppflyttas till Elitserien         |
| 2010/2011 | Elitserien (1)               | 14                   | -              | Nedflyttas till Allsvenskan        |
| 2011/2012 | Allsvenskan Södra (2)        | 9                    | -              | Deltar i kvalspel till Allsvenskan |
| 2012/2013 | Allsvenskan Södra (2)        | 3                    | -              |                                    |
| 2013/2014 | Allsvenskan Norra (2)        | 10                   | -              | Deltar i kvalspel till Allsvenskan |
| 2014/2015 | Allsvenskan Södra (2)        | 8                    | -              |                                    |
| 2015/2016 | Allsvenskan Södra (2)        | 2                    | -              | Deltar i kvalspel till Elitserien  |
| 2016/2016 | Allsvenskan Södra (2)        | 5                    | -              |                                    |
| 2017/2018 | Bandyallsvenskan (2)         | 10                   | -              |                                    |
| 2018/2019 | Bandyallsvenskan (2)         | 9                    | -              |                                    |
| 2019/2020 | Bandyallsvenskan (2)         | 2                    | -              |                                    |
| 2020/2021 | Bandyallsvenskan (2)         | 14                   | -              |                                    |
| 2021/2022 | Bandyallsvenskan (2)         | 9                    | -              |                                    |
| 2022/2023 | Bandyallsvenskan (2)         | 8                    | -              |                                    |
| 2023/2024 | Bandyallsvenskan (2)         | 2                    | -              | Deltar i kvalspel till Elitserien  |

## Boltic Hall of Fame
Under den första säsongen i den nybyggda inomhushallen på Tingvalla isstadion inrättades Boltic Hall of Fame, med spelare och ledare som haft stor betydelse för i klubbens historia. Fyra personer valdes in 2022 och ytterligare fyra 2023. Medlemmarna av Hall of Fame föräras ett porträtt i kafeterian i Tingvalla Isstadion.
- Lars "Snöret" Berg (2022)
- Kerstin Wall (2022)
- Bernt "Bempa" Ericsson (2022)
- Bengt Carlsson (2022)
- Tina Helgman (2023)
- Curt Einarsson (2023)
- Bengt "Pinnen" Ramström (2023)
- Lars Ångström (2023)

## Kända spelare
- Bernt "Bempa" Ericsson
- Bengt "Pinnen" Ramström
- Ola Johansson
- Per Togner
- Kjell Kruse
- Kjell-Göran "Fille" Broström
- Mats Carlsson
- Bengt Carlsson
- Stefan Karlsson
- Kenth Hultqvist
- Mikael Forsell
- Ola Fredricson
- Marcus Bergwall
- Fredrik Rinaldo
- Roger Knöös
- Martin Berggren
- Richard Timmerklev
- Jesper Bryngelsson
- Björn Tömmernes
- Pål Hanssen
- Kaj Nordin
- Bengt Andersson

## Övrigt
- Europacupen i bandy: 6
- SM-finaler: 14
- SM-guld:9 (1979, 1980, 1981, 1982, 1983, 1984, 1985, 1988 och 1995)
- Flest allsvenska matcher: Björn Tömmernes, 445
- Flest allsvenska mål: Kjell Kruse, 480